# François de Paule de Bourbon-Siciles
Pour les articles homonymes, voir François de Paule de Bourbon.
François de Paule de Bourbon-Siciles, né  à Naples, le 13 août 1827 et décédé à Paris, le 24 septembre 1892, est un prince de la maison de Bourbon-Siciles. Il est le fils cadet de François Ier des Deux-Siciles et de Marie-Isabelle d'Espagne.

## Biographie
En 1850, François de Paule  de Bourbon-Siciles épouse  sa nièce Marie-Isabelle de Habsbourg-Toscane, fille de sa sœur Marie-Antoinette et du grand-duc Léopold II de Toscane, donnant lieu à leur descendance :
- Marie Antoinette de Bourbon (16 mars 1851 - 12 septembre 1918)

mariée en 1868 à Alphonse de Bourbon, comte de Caserte (28 mars 1841 - 26 mai 1934)
- Léopold de Bourbon (24 septembre 1853 - 4 septembre 1870)
- Marie Thérèse de Bourbon (7 janvier 1855 - 1er septembre 1856)
- Marie Caroline de Bourbon (21 février 1856 - 7 avril 1941)

mariée en 1885 à Paris 8e à Andrzej Przemysław Konstanty Jan Władysław Zamoyski, comte Zamoyski (10 juillet 1852 - 26 juin 1927)
- Ferdinand de Bourbon (25 mai 1857 - 22 juillet 1859)
- Marie Annonciade de Bourbon (21 septembre 1858 - 20 mars 1873).

Après la chute du royaume des  Deux-Siciles en 1861, François se réfugie avec sa famille  à Rome et y réside  sous la protection du pape. Après l'invasion de Rome par Victor-Emmanuel II de Savoie, la famille se réfugie à Paris. Il est inhumé au cimetière du Père-Lachaise (57e division).